# St-Pierre (Marestay)

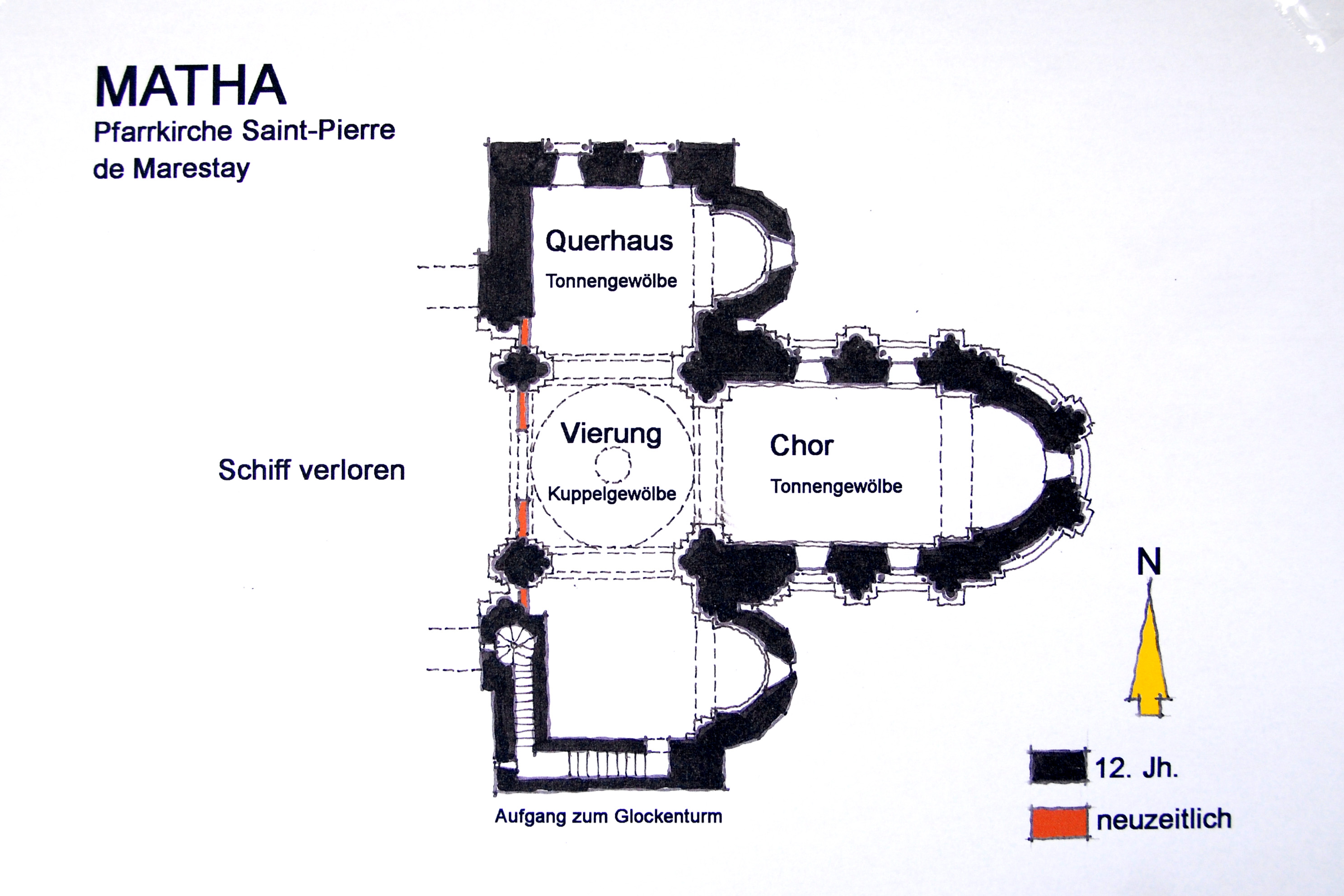
Pfarrkirche St.-Pierre-de-Marestay, Matha, Grundriss

Die Pfarrkirche Saint-Pierre, französisch kurz St-Pierre, befindet sich in Marestay, einem Ortsteil der Stadt Matha, Département Charente-Maritime, ca. 30 km nordöstlich von und circa 20 Kilometer südöstlich von Saint-Jean-d’Angély. Sie ist seit 1912 als Monument historique klassifiziert.

## Geschichte

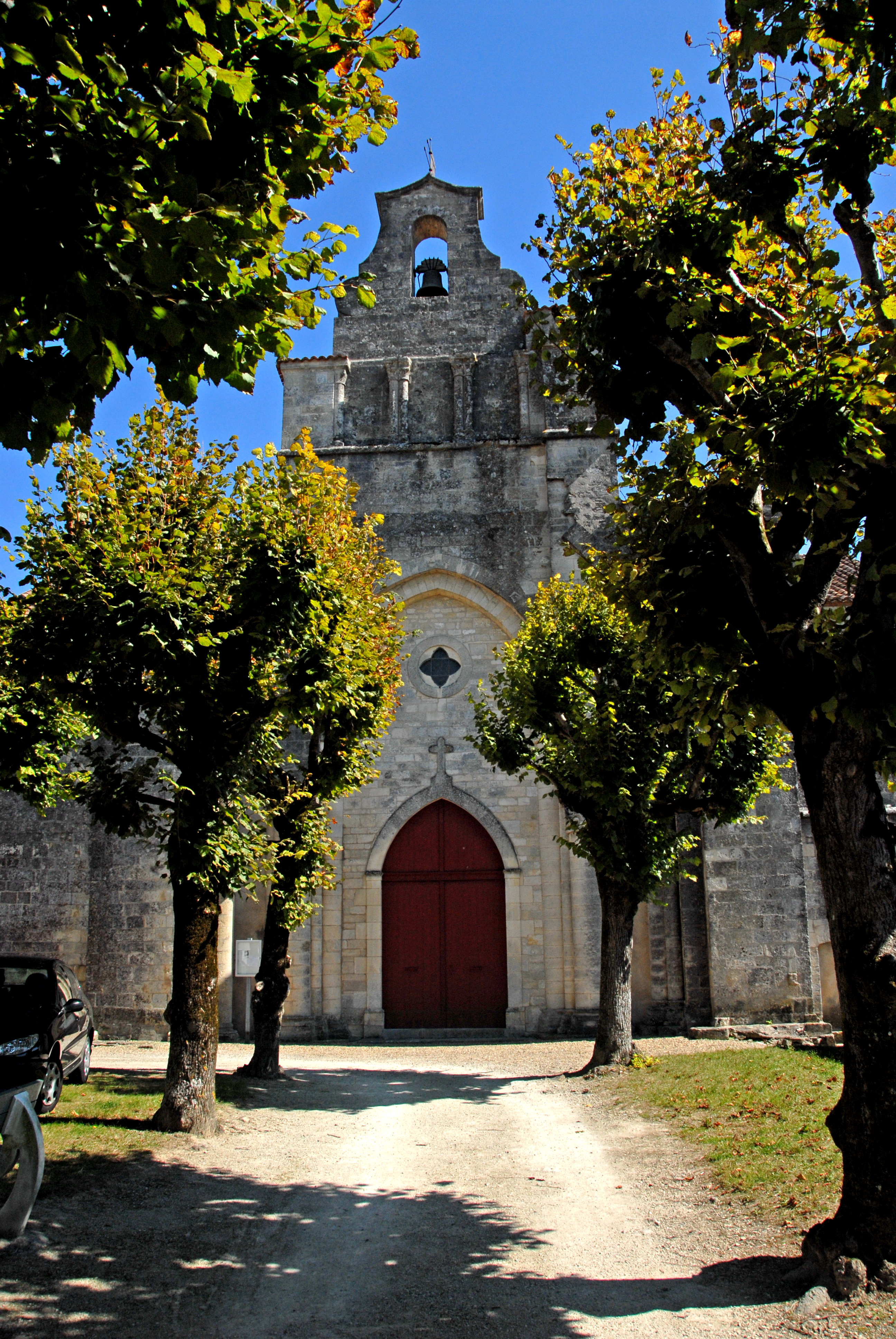
St.-Pierre-de-Marestay, Matha, Ansicht von Westen

Von der romanischen Pfarrkirche steht nur noch das Querhaus mit Vierungsturm, Kapellen und Chor.
Gegen Ende des 11. Jahrhunderts wurde die Abtei von Marestay in die Hände der Benediktiner der Abtei von Saint-Jean-de-l’Angély als Tochterabtei übertragen. Die Mutterabtei hatte schon sehr frühe Ursprünge, mit einer Gründung durch Pippin I. und wurde 1010 als Benediktinerabtei von den Ordensleuten von Cluny neu gegründet. Zu Beginn des 12. Jahrhunderts richteten sich die Benediktiner in Marestay ein und begannen mit dem Bau ihrer Abteikirche Saint-Pierre und mit den Abteigebäuden. Marestay war damals noch ein selbstständiger Ort, der erst in späterer Zeit mit dem benachbarten Dorf Sainte-Hérie zur Stadt Matha zusammengewachsen ist. Es liegt nahe, dass die Erbauung der Pfarrkirche Saint-Hérie im gleichnamigen Nachbarort, deren Gründung auch von den Benediktinern von Saint-Jean-de-l’Angély erfolgte, parallel zu denen ihrer Nachbarkirche durchgeführt wurden, vielleicht sogar von denselben Baumeistern.
Saint-Jean-de-l’Angély war eine Station auf einer der Hauptpilgerrouten nach Santiago de Compostela. Davon profitierten unbedingt auch die nahen Tochterklöster und deren Kirchen, die auch an der Strecke lagen, und denen die Einnahmen durch Spenden der Pilger sicher waren. Dieser Umstand ist heute noch an der Qualität der Konstruktionen und deren künstlerischen Ausschmückung zu erkennen, beziehungsweise an den Überresten, die heute davon noch erhalten sind.
Die erheblichen Verstümmelungen, die beide Kirchen von Matha erfahren mussten, ist eine Folge der Religionskriege (1562–1598). Saint-Pierre-de-Marestay verlor damals sein gesamtes Langhaus mit dessen Westfassade. Saint-Hérie musste über die Hälfte des Schiffs und dessen ganze Einwölbung einbüßen.

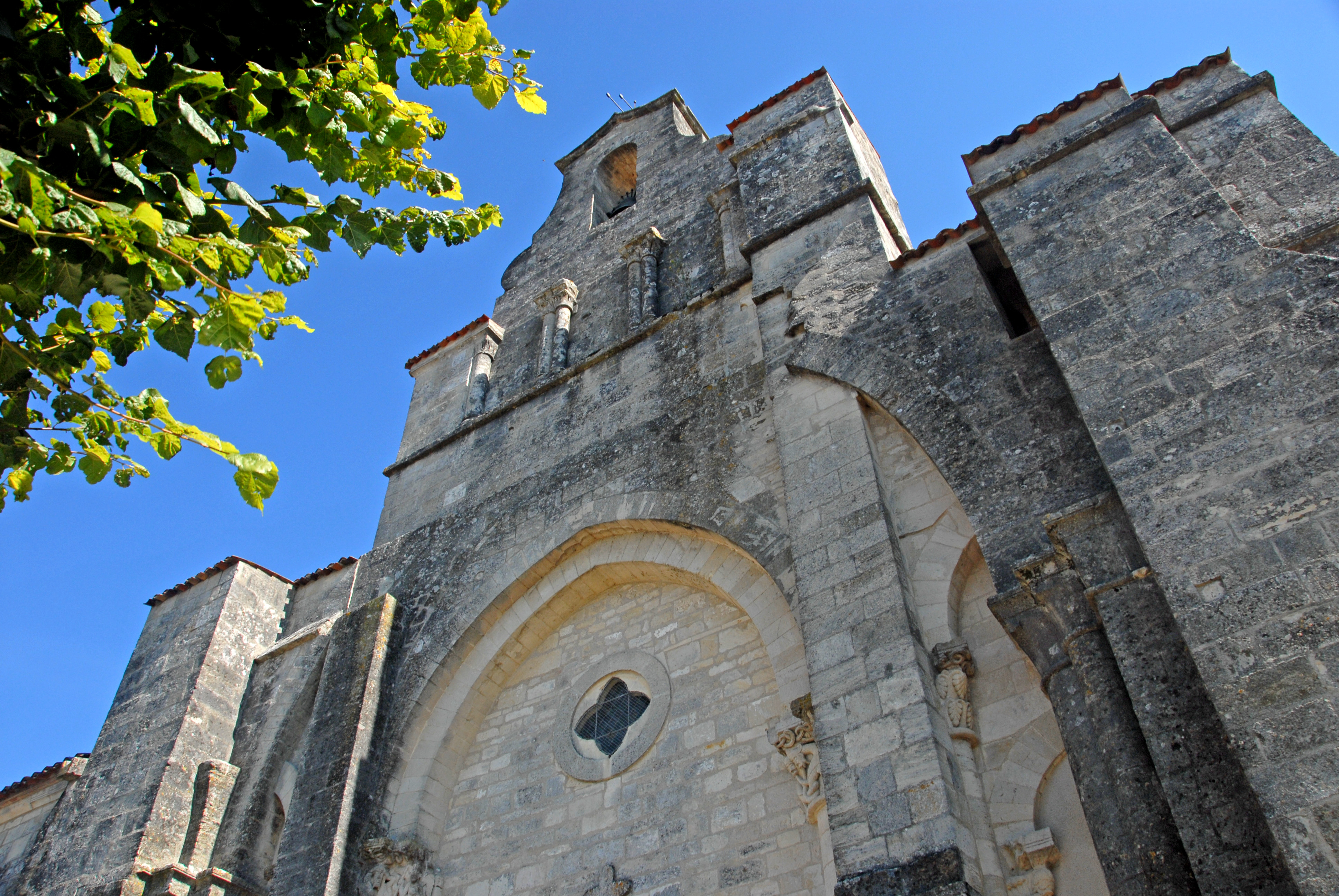
St.-Pierre-de-Marestay, Anschlüsse ehemaliges Langhaus

Der verbliebene Bestand des Querhauses, des Chors, der Apsiden, deren vollständige Einwölbung und der Glockenturm von Saint-Pierre blieb erhalten, besonders aber seine dekorative Skulptur außen am Chorhaupt.
Der nachträgliche Verschluss der offenen Westseite der Vierung ist neuzeitlichen Ursprungs.

## Inneres
Die Grundrisse der quadratischen Querhausarme sind in Nord-Süd-Richtung mit angespitzten Tonnengewölben abgedeckt, wie auch das Rechteck des Chores.
Die quadratische Vierung ist mit einer halbkugelförmigen Kuppel überwölbt, mit einer kreisrunde Öffnung in ihrem Scheitel. Die Überleitung in den Ecken übernehmen klassische Trompen. Die Vierungsbögen sind wie die Gewölbe angespitzt. Die Kapitelle der mächtigen Vierungspfeiler-Bündel sind figural gestaltet.

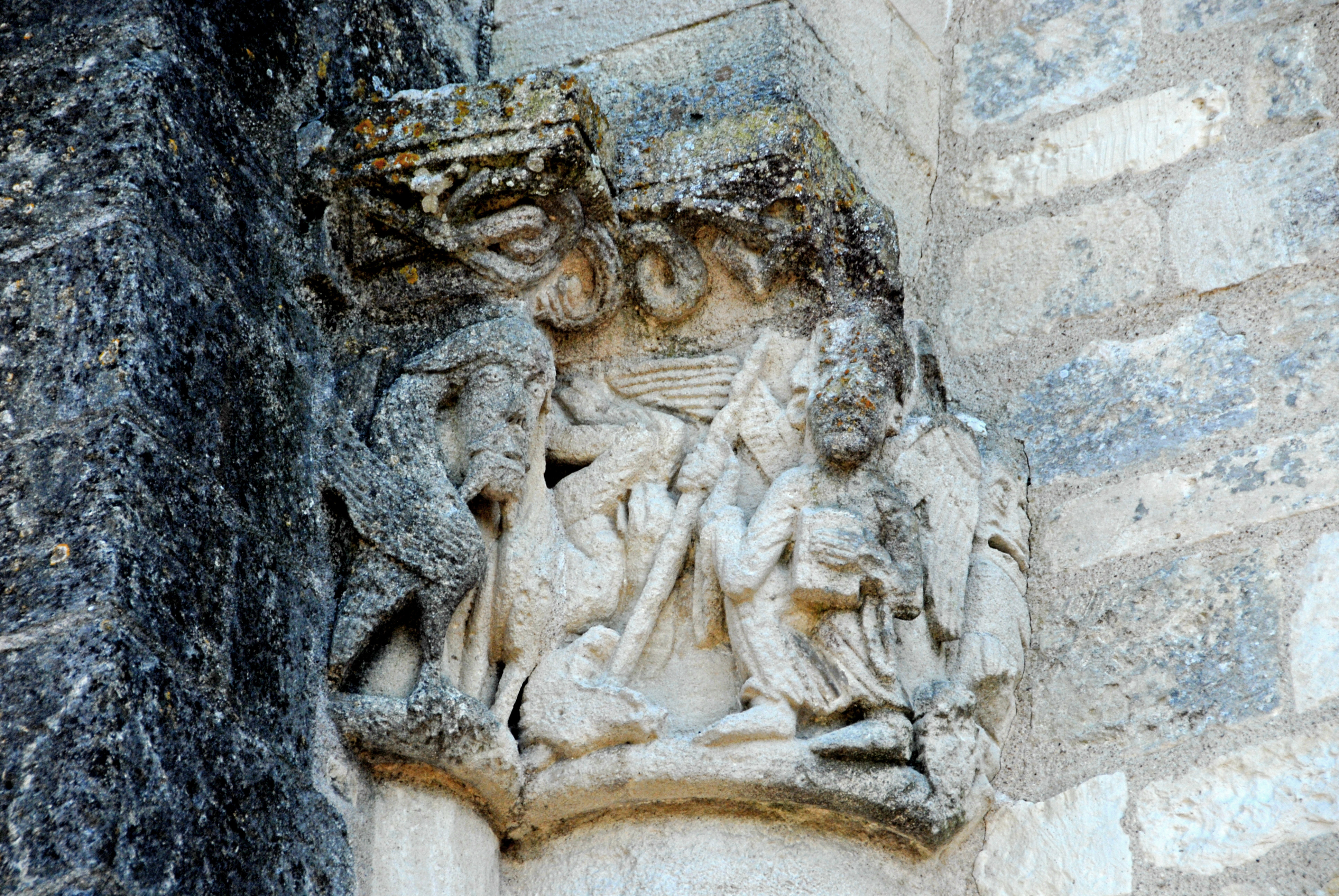
St.-Pierre-de-Marestay, Matha, Vierungskapitell

Die Apsiden von Chor und Querschiffarmen sind überwölbt in Form einer Viertel-Kugel und mit Rundbögen abgetrennt.
Die hoch angeordneten kleinflächigen Fenster sind mit Halbkreisbögen überdeckt.

## Das verlorene Langhaus

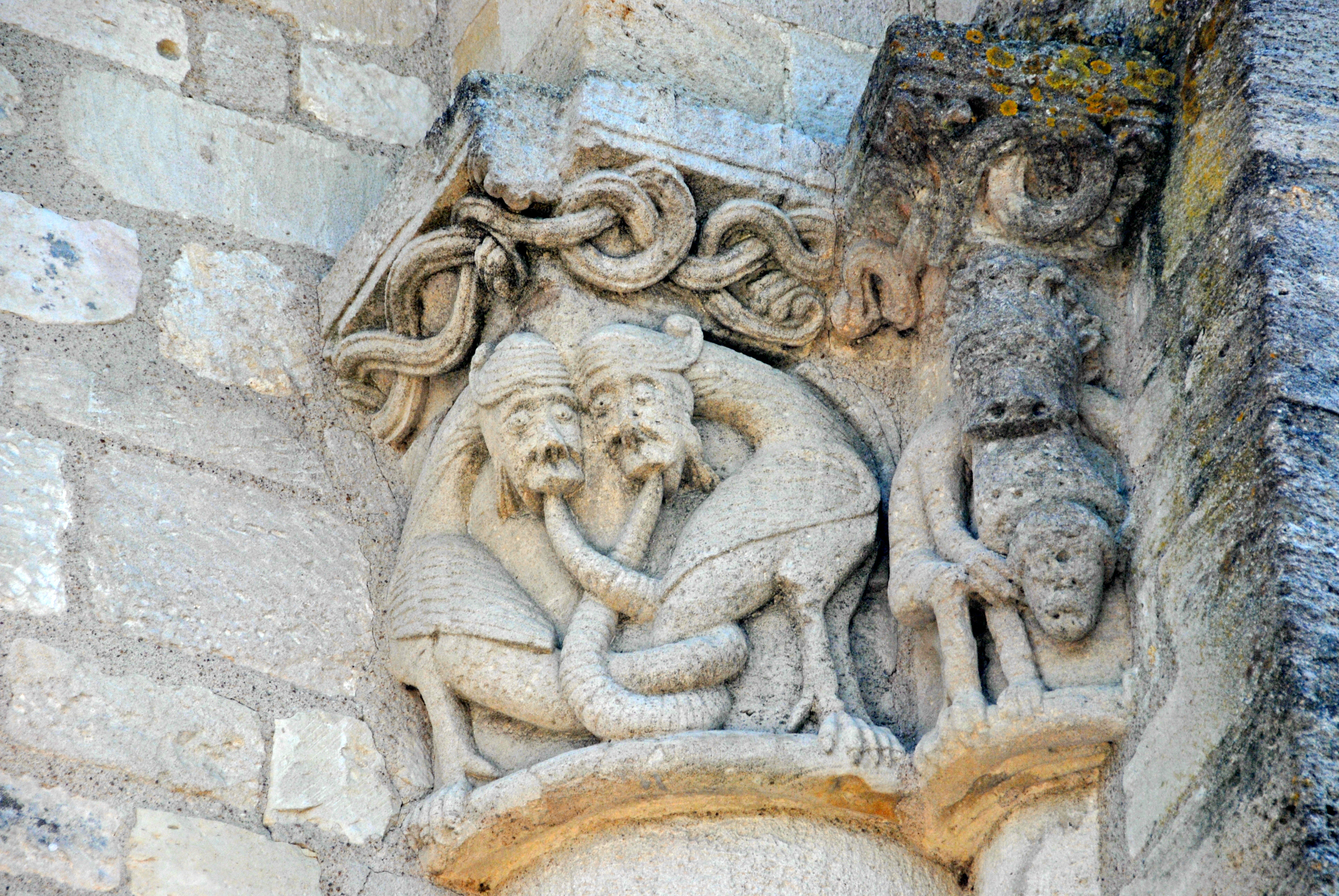
St.-Pierre-de-Marestay, Matha, Vierungskapitell

Die Anzahl der Schiffe des verschwundenen Langhauses wird auf dem örtlichen Hinweisschild mit drei angegeben. Es gibt aber zu diesem Thema noch spärliche Zeugnisse auf der Westseite des Querhauses, die darauf hindeuten, dass das angeschlossene Langhaus zwar zuerst dreischiffig war, mit einem hohen Mittelschiff und deutlich tieferen Seitenschiffen, dann aber nach dessen Zerstörung durch ein einziges weiter spannendes Schiff abgelöst worden ist, oder dass ein solcher Neubau angefangen worden ist.
Vom ehemaligen Schiff aus gesehen erkennt man an der Querhauswand Konstruktionselemente, die mit der Gliederung des angeschlossenen Langhauses zu tun haben. Zunächst fällt die große Öffnung zwischen Schiff und Vierung auf, flankiert durch die kräftigen Pfeilerbündel und mit einem angespitzten Bogen überspannt. Diese Öffnung ist neuzeitlich mit einer dünnen Wand vermauert worden. Das Gleiche gilt für die schmalen Reste der Öffnungen zwischen den ehemaligen Seitenschiffen und dem Querhaus, deutlich niedriger und mit geringerer Spannweite. Darüber erkennt man noch die Bögen gleicher Spannweite, die die Höhe der Seitenschiffgewölbe markieren. Auf den in Richtung Westen weisenden dicken runden Pfeilervorlagen, Bestandteile der Vierungspfeiler, kann man sich die dort aufstehenden Scheidbögen zwischen den Schiffen vorstellen.

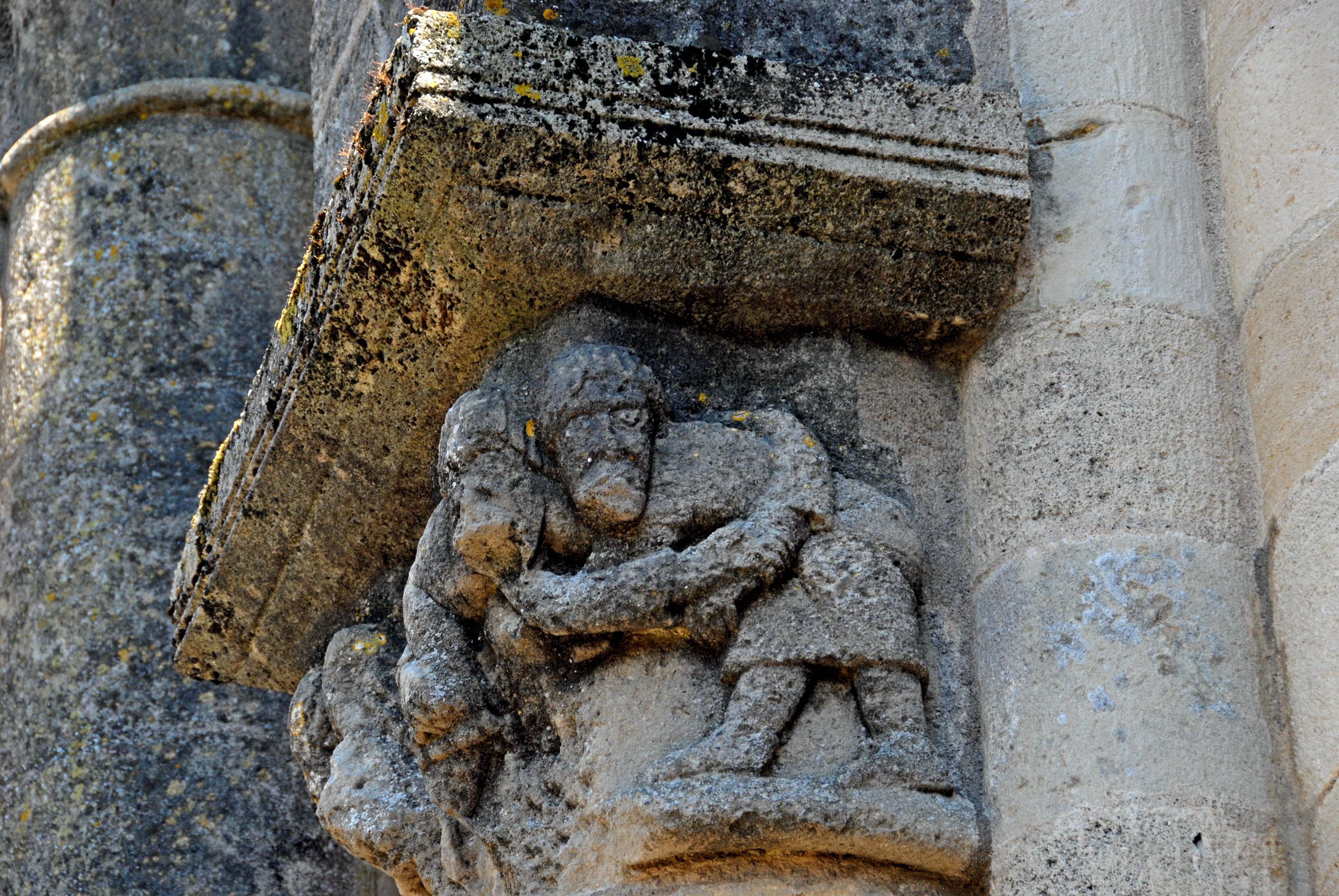
St.-Pierre-de-Marestay, Matha, Vierungskapitell

Die vorgenannten Scheitenschiffbögen in den Querhauswänden sind heute etwa zu drei Viertel ihrer Spannweite mit jüngeren Wänden verkleidet die hoch auf die alte Oberfläche der westlichen Querhaus- und Turmwände reichen. Diese Wände sind mit breiten Pfeilervorlagen verstärkt und an ihren schiffseitigen Enden mit je drei Rundstützen abgeschlossen. Auf deren einfachen Kapitellen gehen die neuen im Querschnitt rechtwinkligen Bogenhälften auf. Diese würden sich im Scheitel des „neuen“ angespitzten Gewölbes treffen, wenn sie noch vollständig erhalten wären. Zwischen den Anschlüssen dieses höheren Gewölbes an den Turm und dem unteren Vierungsbogen gibt es noch eine schwache Kontur eines mittleren Bogens, vermutlich der Gewölbeanschluss des ersten Schiffs.

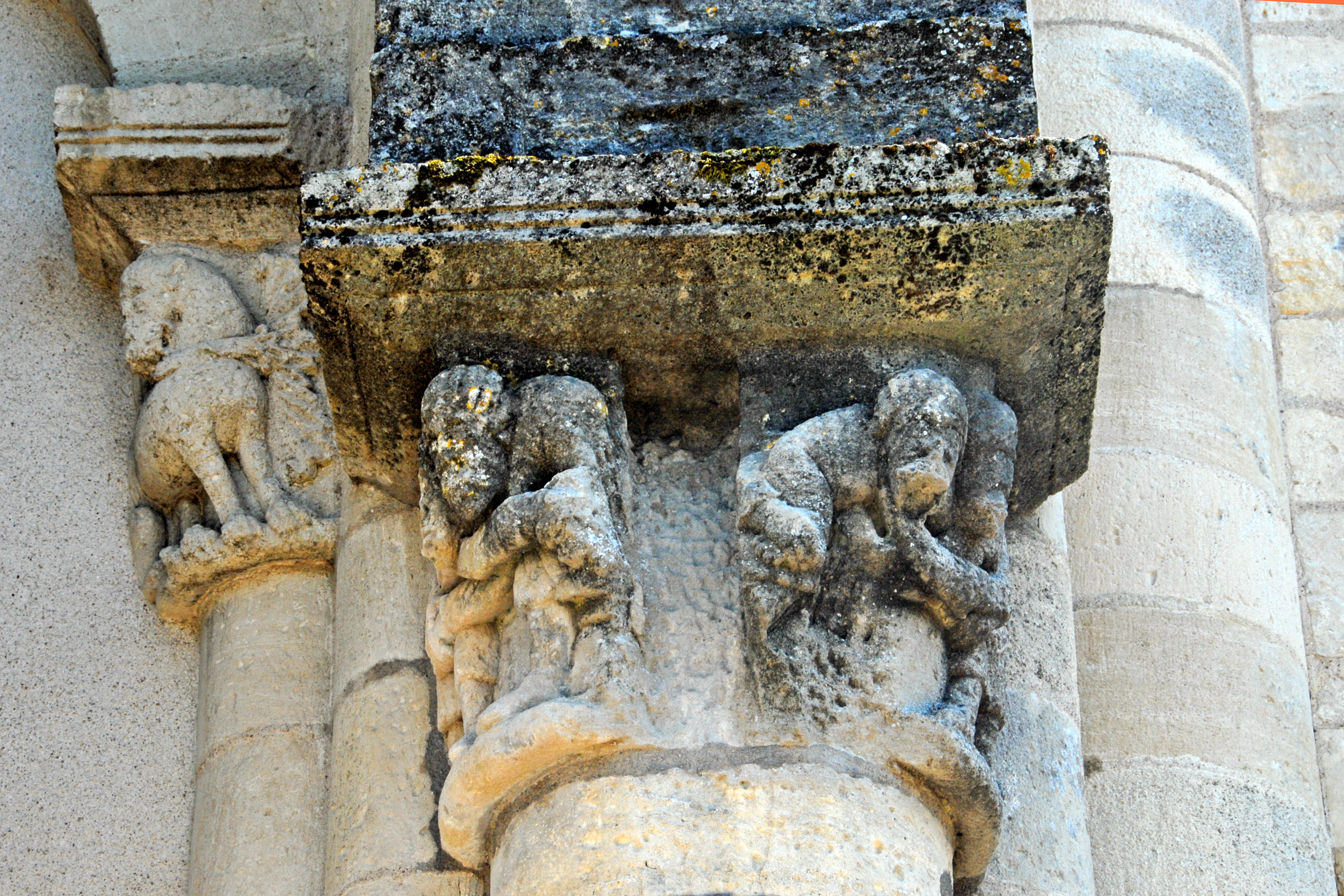
St.-Pierre-de-Marestay, Matha, Vierungskapitell

Die vorgemauerten Wände mit dem großen Gewölbebogen sind nicht zwingend der Beweis, dass nach der Zerstörung des romanischen dreischiffigen Langhauses ein neues einschiffiges gefolgt sein muss. Bezeugt wird aber dadurch, dass zumindest mit einer Erneuerung des Langhauses, mit einem breiteren Schiff und ohne Seitenschiffe, begonnen worden ist.

## Äußere Gestalt

### Grobgliederung
Das heute verlorene Langhaus bestand ursprünglich aus einem romanischen Mittelschiff und abgesenkten Seitenschiffen ohne Obergadenfenster, unter einem gemeinsamen flach geneigten Satteldach. Verloren ging wohl auch eine nach Sitte der romanischen Kunst der Saintonge üppig ausgestattete Westfassade. Der zumindest begonnene Nachfolgebau war einschiffig und sollte sicher ebenfalls ein etwas höher angeordnetes Satteldach haben. Von beiden Langhäusern gibt es noch aussagekräftige Reste an der Westwand des Querhauses (sh. oben).

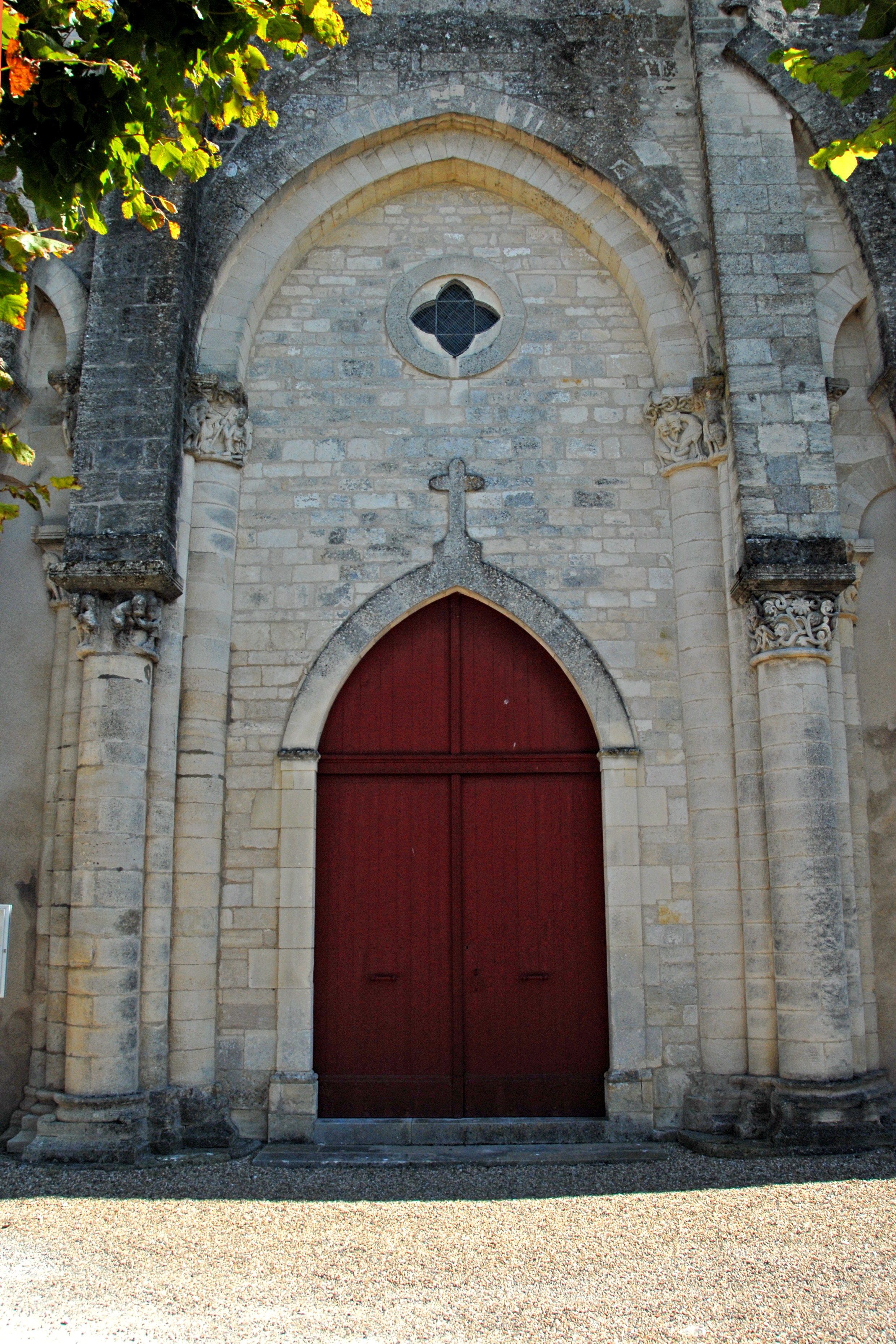
St.-Pierre-de-Marestay, Matha, Westwand der Vierung

Das erhaltene Bauwerk besteht noch weitgehend in der romanischen Ursprungsform, aus dem Querhaus mit ausgeschiedener Vierung, dem darüber errichteten quadratischen Vierungsturm, dem rechteckigen Chor und den drei Apsiden, am Chor und an den beiden Querschiffarmen.
Die glatten Wandflächen der Querschiffarme sind bis auf die leicht auskragenden im Querschnitt rechteckigen Traufgesimse ungegliedert. Die Giebelwand des nördlichen Querschiffarms besitzt zwei kleine romanische Fenster, mit einfachen Archivolten. Der Umriss der beiden Apsiden des Querschiffs sind im Grundriss polygonal durch senkrechte Grate sechsmal abgeknickt und besitzen mittig ein Fenster in Schießscharten – Form.
Der Chor und dessen Apsis weisen recht aufwändige Gliederungen auf. Zwischen beiden gibt es einen schmalen Oberflächenversatz der Wände und der Dachflächen. Die Wände des Chors und der Apsis werden von acht geschosshohen zylindrischen Säulen in sieben Wandfelder unterteilt, auf deren Kapitellen ein weit ausladendes, im Querschnitt quadratisches Traufgesims aufliegt und dazwischen von skulptierten Kragsteinen zusätzlich unterstützt wird. Im Bereich der Apsis sind die Wandfelder im Grundriss kreisbogenförmig gerundet.

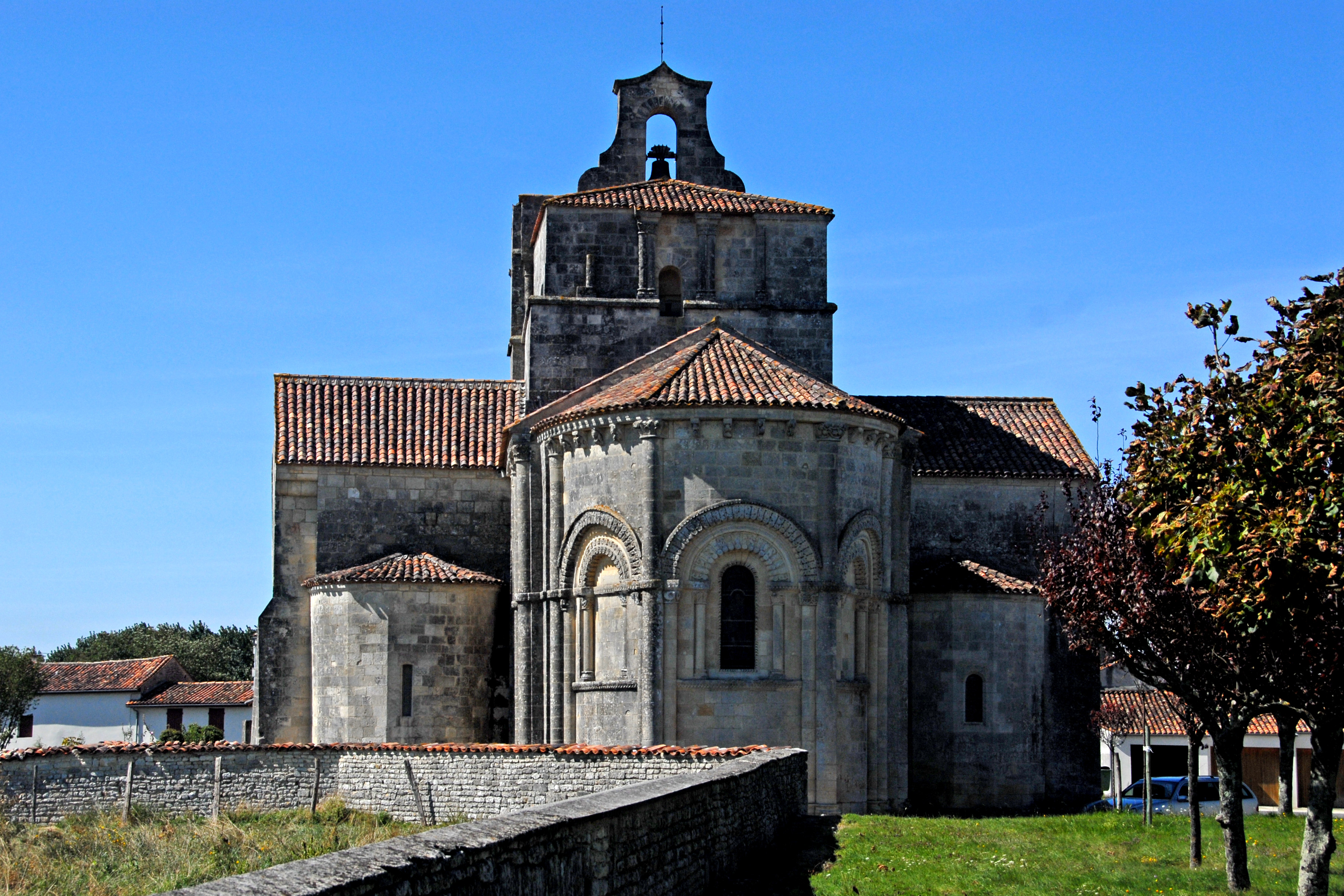
St.-Pierre-de-Marestay, Matha, Ostansicht

Etwas über der Mitte der Wandhöhe umschließt ein auskragendes waagerechtes Band aus Kämpfern und deren Verlängerungen über Wände und Stützen hinweg den ganzen Chor und seine Apsis. Auf den Kämpfern stehen in jedem Feld zweigliedrige, üppig gestaltete Archivoltenbögen auf. Die Doppelbögen werden getragen von vier Kapitellen und schlanken Rundsäulen, die äußeren beiden unmittelbar neben den dickeren feldteilenden Säulen, die mit ihnen bis zum Bodensockel hinunter reichen, die inneren reichen hingegen nur bis auf die auskragende Fensterbank. Im verbleibenden zurückspringenden Wandfeld sitzt ein schlankes Rundbogenfenster, in der Chorapsis beidseitig der Mitte als Blindfenster ausgebildet.
Der Turm ragt in Verlängerung der quadratischen Umfassungswände der Vierung aus den Dächern und weist knapp über den Firsten ein schmales Kraggesims auf, über dem ein „Geschoss“ in geringer Höhe um etwa halbe Wandstärke zurückspringt. Auf der Ost- und der Westseite des Turms sitzen auf dieser Platte vier kurze Rundstützen auf, die ein auskragendes Traufgesims tragen. Auf der Westseite des Turms ist im mittleren Bereich das Kraggesims entfernt worden. Die darunter befindliche Wand ist dann oberflächenbündig um eine Glockenwand nach oben verlängert worden. Deren äußerer Rand ist in schwungvollen barocken Formen gestaltet. In der Wandmitte gibt es eine fensterähnliche Öffnung mit Rundbogen, in der eine Glocke aufgehängt ist.

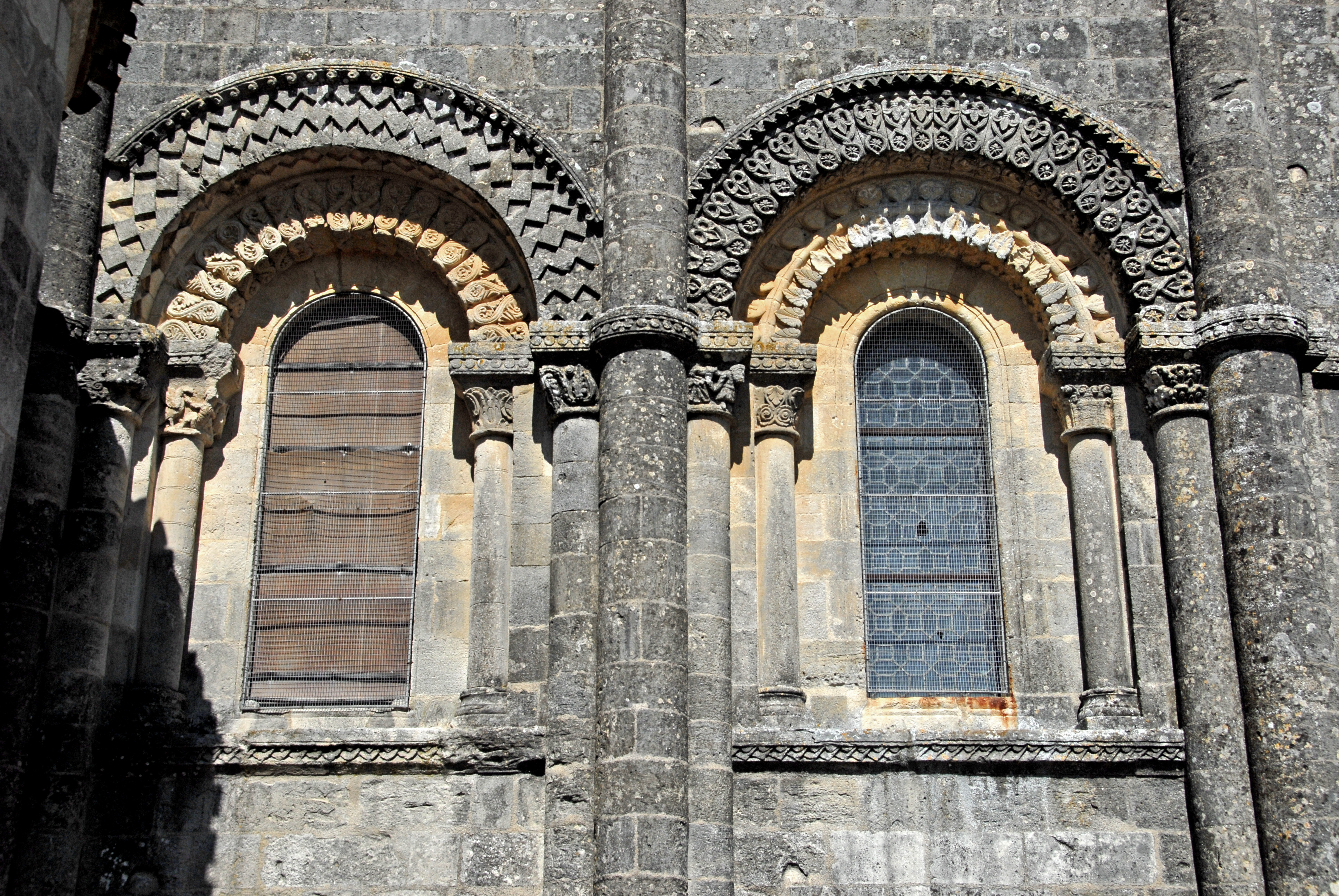
St.-Pierre-de-Marestay, Matha, Chorfenster

Die Querhausarme und der rechteckige Teil des Chores sind mit flach geneigten Satteldächern überdeckt, der quadratische Turm mit einem Pyramidendach und die Apsiden mit halben polygonalen Pyramidendächern. Eingedeckt sind die Dächer mit roten Dachziegeln in römischer Form (Mönch – Nonne). Die Traufziegel ragen über einfachen Kraggesimsen als „echte“ Traufen aus.

### Feinstrukturen
Die zweistufigen Archivoltenfenster des Chorhauptes und deren Blind-Varianten haben Archivoltenbögen mit tiefgründiger, geometrischer und pflanzlicher Skulptur auf den Stirn- und Innenseiten. Jeder einzelne Bogenstein trägt ein eigenständiges Ornament, in radialer Anordnung. Die Kapitelle der Archivoltenfenster sind pflanzlich und teilweise figural (Menschen und Monster) skulptiert. Das Kämpferband um das ganze Chorhaupt herum trägt auf seiner vorderen Sichtseite geometrische Ornamentik.
Das Kraggesims unter den Traufen des Chors und der zentralen Apsis hat einen rechteckigen Querschnitt, mit Längsprofilierungen auf der Sichtkante. Die tragenden Kragsteine sind von der Seite gesehen L-förmig und tragen im Innenwinkel Skulpturen aus der für uns schaurigen Fantasiewelt der Menschen des Mittelalters. Hier einige Beispiele der großen Zahl an Kragstein-Skulpturen:
- Ein großer Raubkatzenkopf macht sich über zwei maßstäblich kleinere Menschenköpfe her, die in einem Fall nach unten, im anderen nach oben gekehrt sind.

- Ein Menschenkopf mit erstaunt offen stehendem Mund ergreift seinen geteilten Bart mit beiden Händen.

- Ein Mensch in hockender Stellung, lächelt und hält eine Art Saiteninstrument (?) in die Höhe.

- Zwei vierbeinige Monstren (Raubtiere) wenden sich mit den Köpfen nach hinten, und verspeisen auf ihren Rücken zwei Menschen.

- Ein Mensch mit turbanähnlicher Kopfbedeckung ergreift mit den Händen Leib und Kopf eines „Menschleins“.

- Ein Mensch mit der gleichen Kopfbedeckung hält in seinen langfingrigen Händen ein affenähnliches Tier (?).

Die Kapitelle an der Westwand (früher im Schiff) zeigen überwiegend figurale aber auch pflanzliche Skulptur:
- Zwei Vogelmonster mit Echsenschwänzen und menschenähnlichen Köpfen beißen sich in den geringelten Schwanz.

- Ein Mensch ringt mit einem Monster. Daneben ein Pferd mit Krokodilkopf.

- Ein Engel mit ausgebreiteten Flügeln und einem Buch stößt einen Speer in den Kopf eines Monsters in Menschengestalt. Daneben schaut ein Vogelmonster mit riesigem menschenähnlichem Kopf zu.

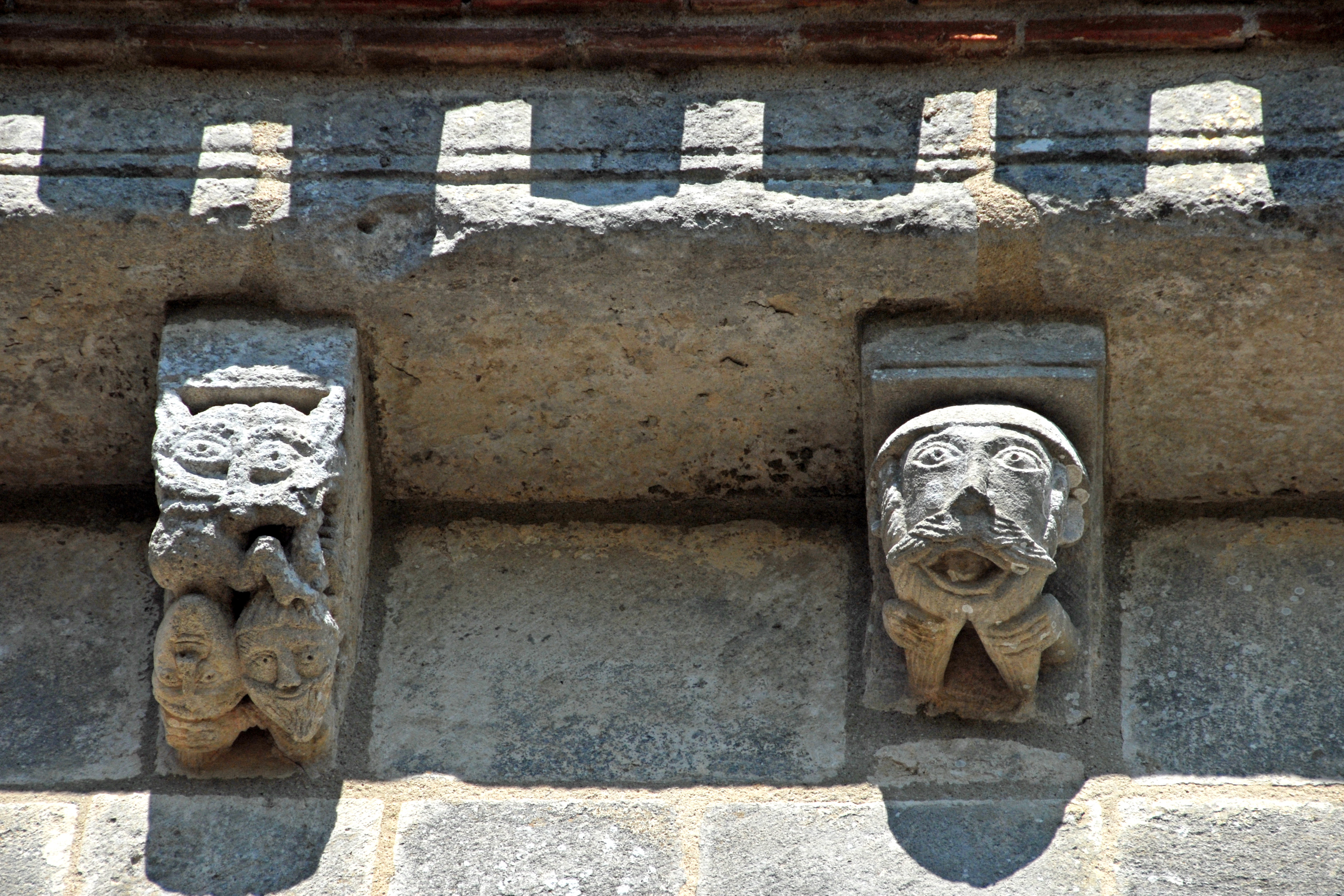
St.-Pierre-de-Marestay, Matha, Kragsteine Traufgesims Chor
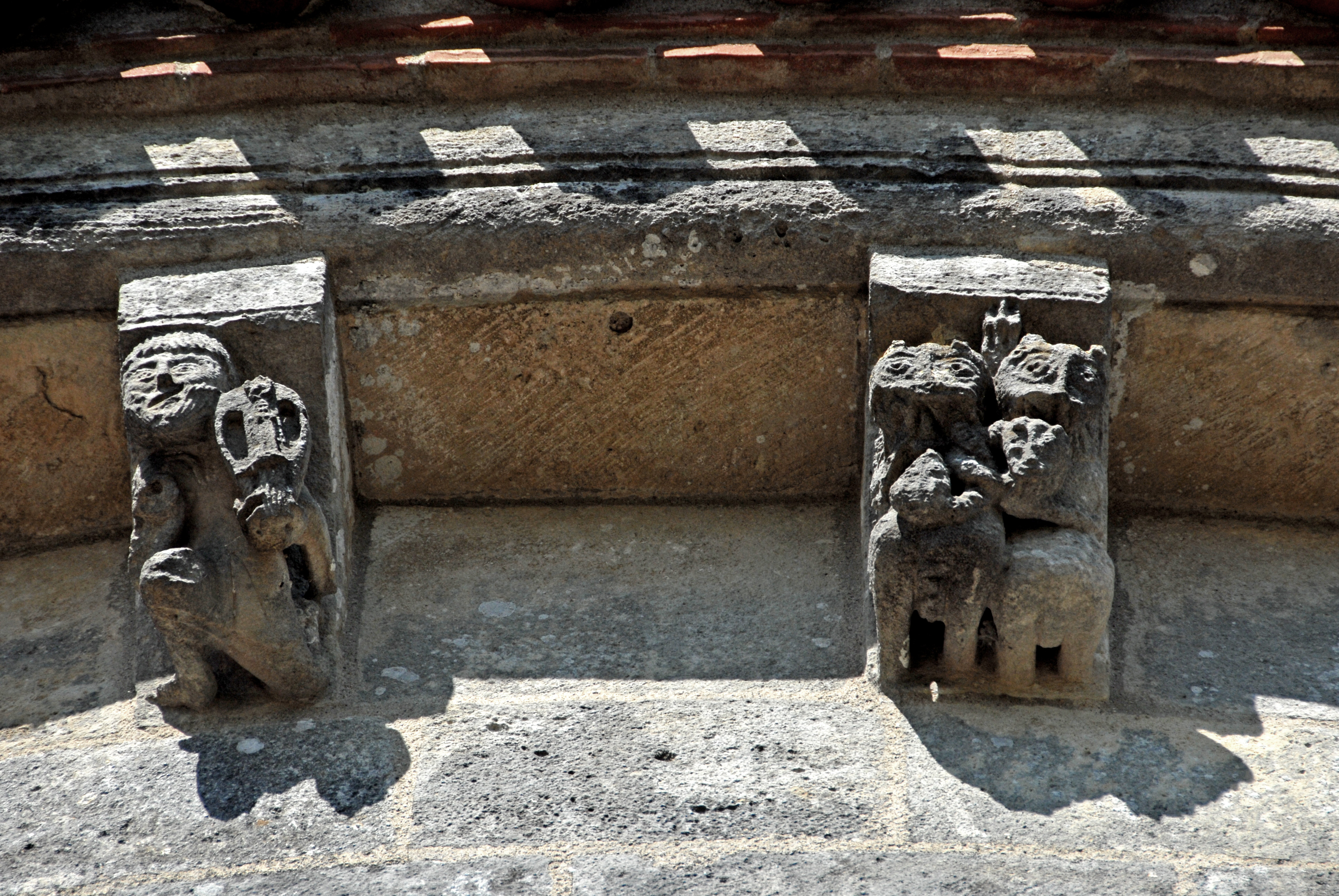
St.-Pierre-de-Marestay, Matha, Kragsteine Traufgesims Chor
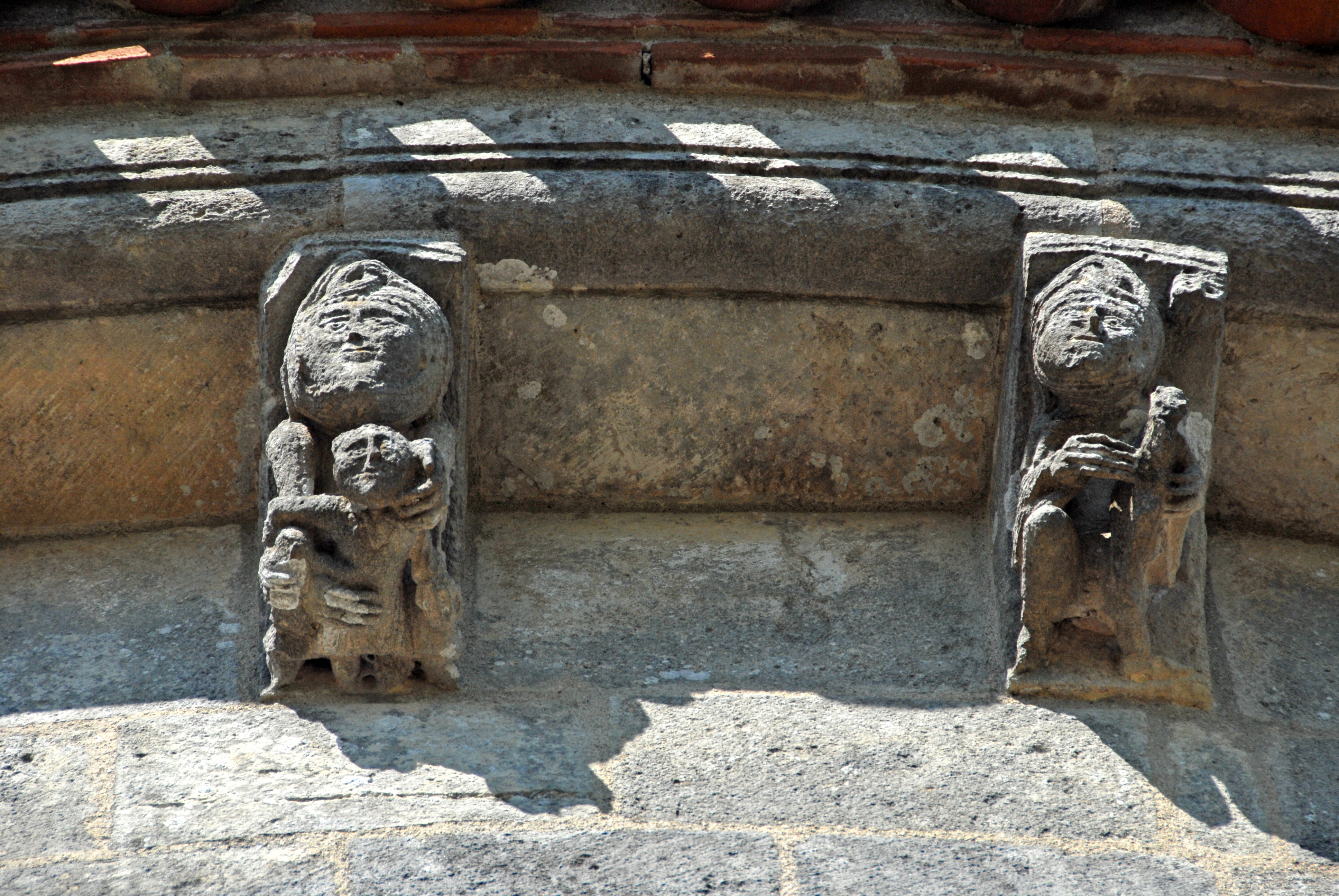
St.-Pierre-de-Marestay, Matha, Kragsteine Traufgesims Chor
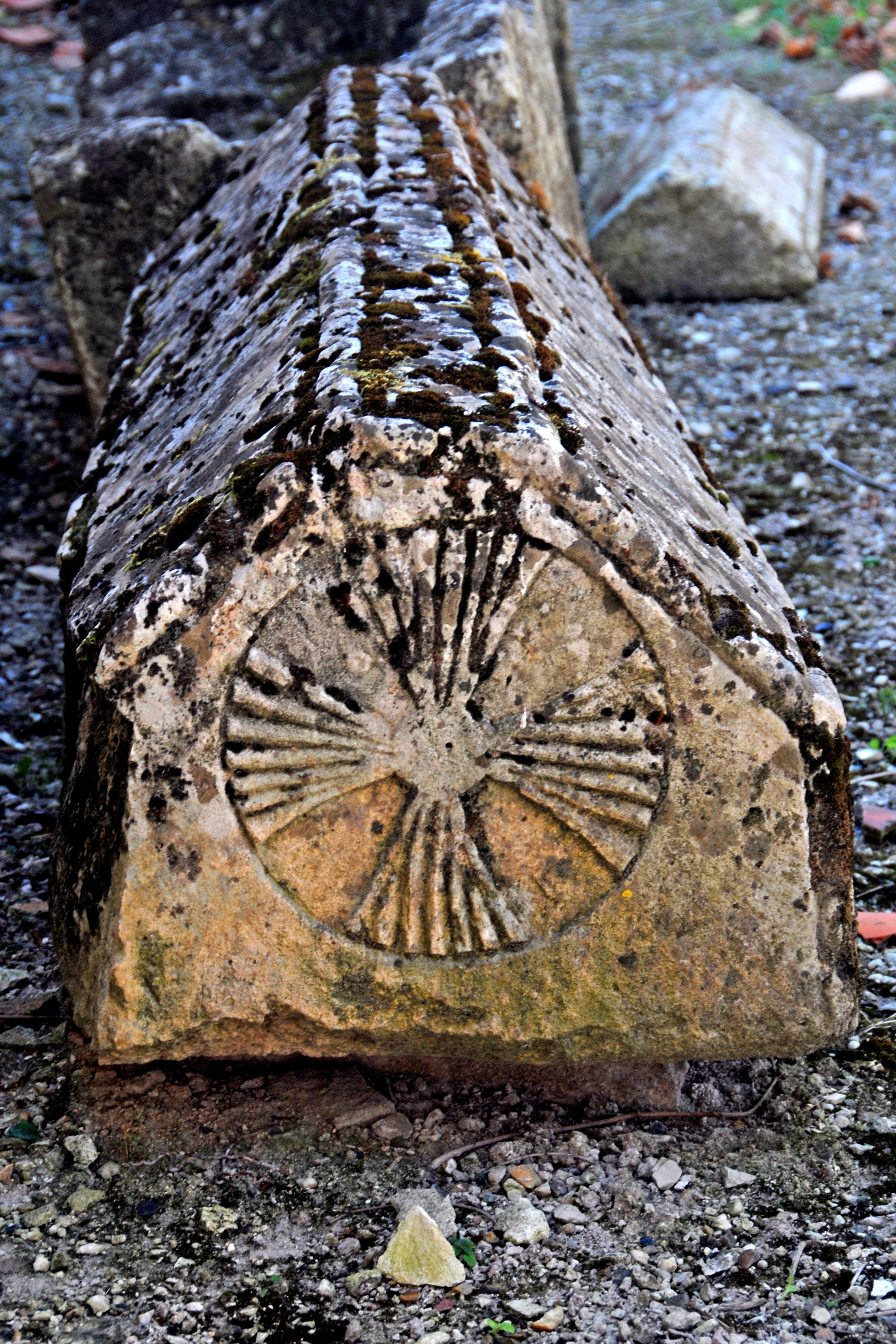
St.-Pierre-de-Marestay, Matha, Grabstein neben Kirche